# Ernest Florman
Ernest Florman (ur. 20 września 1862 w Karlstad, zm. 15 grudnia 1952 w Sztokholmie) – szwedzki pionier kina, reżyser filmowy, fotograf, autor pierwszego w całości szwedzkiego filmu Zejście na ląd króla Syjamu przy schodach Logård, nadworny fotograf króla Oskara II.

## Życiorys
Jego ojciec był nadwornym fotografem szwedzkiego króla Oskara II i właścicielem studia fotograficznego. W 1885 roku Ernest Florman zajął się prowadzeniem studia ojca w Göteborgu. Z filmem związał się w 1897 roku, kiedy to podczas Powszechnej Wystawy Sztuki i Przemysłu w Sztokholmie poznał operatora Lumièrów, Alexandra Promio, dokumentującego wystawę. Współpracował też z fotografem C.V. Roikjerem przy utworzeniu kina działającego w czasie wystawy.
W tym samym też roku, wyszkolony przez Promio Florman zaczął tworzyć własne filmy – 13 lipca 1897 roku nakręcił kronikę Zejście na ląd króla Syjamu przy schodach Logård (org. Konungens af Siam landstigning vid Logårdstrappan) – pierwszy w całości szwedzki film; w tym samym miesiącu publiczność mogła też oglądać jego farsy – Psia buda i Niefortunny akrobata, będące pierwszymi szwedzkimi filmami fabularnymi. 14 sierpnia natomiast miała miejsce premiera jego filmu historycznego Slagsmål i Gamla Stockholm, którego akcja rozgrywała się w XVII wieku. Producentem filmów Flormana był Numa Peterson.
Od 1898 roku Florman rozpoczął pracę w Helsinkach, gdzie kierował studiem fotograficznym K.E. Ståhlberga. Dwa lata później natomiast, po śmierci ojca, przejął rodzinną firmę fotograficzną i również został nadwornym fotografem Oskara II. Studio fotograficzne Flormanów zamknięto w 1933 roku.